# Alfred Delcourt
Alfred Delcourt est un ancien arbitre belge de football.

## Carrière
Il a officié dans des compétitions majeures : 
- Coupe intercontinentale 1973
- Coupe des clubs champions européens 1973-1974 (finale retour)
- Euro 1976 (1 match)